# Qian Tianyi
Qian Tianyi, (chinois simplifié : 钱天一 ; pinyin : Qián Tiānyī) née le 23 janvier 2000 à Jingjiang est une pongiste chinoise.
Elle a remporté des médailles d'or aux Jeux mondiaux universitaires d'été de 2021 en simple, double mixte et par équipes.
En 2018, elle été championne du monde junior de tennis de table en simple.
En mars 2024, elle est classée n°8 mondiale au classement ITTF.